# Xenia Pörtner
Xenia Pörtner (Wuppertal, 28 marzo 1932 – 23 dicembre 2005) è stata un'attrice tedesca, che fu attiva principalmente in campo televisivo e teatrale.

## Biografia
Complessivamente, tra cinema e soprattutto televisione, partecipò ,  tra l'inizio degli anni cinquanta e la metà degli anni novanta - ad una cinquantina di differenti produzioni,  comparendo in vari film per la televisione. Tra i suoi ruoli più noti, figurano, tra l'altro, quello di Elisabeth Lambrecht nel film TV Mandala (1972), quello di Rut Braun nel film TV Nestwärme (1973) e quello di Anna Gautier nella serie televisiva Il commissario Köster (Der Alte, 1977-1979).
Lavorò nei teatri di Wuppertal, Baden-Baden, Monaco di Baviera e Stoccarda, recitando in opere di Shakespeare, Schiller, Schnitzler, Brecht, Anouilh, Giraudoux, Satre e Miller.

## Filmografia parziale

### Cinema
- Ich warte auf dich (1952) - ruolo: Gabriele
- Fabbrica di ufficiali (Frabrik der Offiziere), regia di Frank Wisbar (1960)
- Barbara - Wild wie das Meer, regia di Frank Wisbar (1961) - Susanne

### Televisione
- Die Fahrt ins Blaue - film TV, regia di Peter Beauvais (1956)
- Die Frau des Fotografen - film TV (1958)
- Romeo und Jeanette - film TV, regia di Jürgen Goslar (1958) - ruolo: Jeanette
- Siegfrieds Tod - film TV (1961)
- Auf einem Bahnhof bei Dijon - film TV (1965)
- Die Affäre - film TV (1965)
- Das Kriminalmuseum - serie TV, 1 episodio (1965)
- Die fünfte Kolonne - serie TV, 1 episodio (1966)
- Jens Claasen und seine Tiere - serie TV (1966)
- Das Attentat - L.D. Trotzki - film TV (1967) - Suzanne la Follette
- Das Berliner Zimmer - film TV (1968) - Käthe Wernicke
- Mördergesellschaft - film TV (1968)
- Die lieben Freunde - film TV (1970) - serie TV, 11 episodi
- Pater Brown - serie TV, 1 episodio (1970)
- Fünf Tage hat die Woche - serie TV, 1 episodio (1972)
- Mandala - film TV (1972) - Elisabeth Lambrecht
- Die rote Kapelle - miniserie TV (1972)
- Tatort - serie TV, 1 episodio (1973) - Vera Ponsoldt
- Nestwärme - film TV (1973) - Ruth Braun
- Fall nicht in den Schwanensee - film TV (1973) - Mrs. Rimmington
- Hamburg Transit - serie TV, 1 episodio (1974)
- Motiv Liebe - serie TV, 1 episodio (1974)
- Der Kommissar - serie TV, 1 episodio (1975)
- Eine ganz gewöhnliche Geschichte - serie TV (1975)
- Tatort - serie TV, 1 episodio (1977) - Sig.ra Schäfermann
- Polizeiinspektion 1 - serie TV, 1 episodio (1977) - Britta Möglich
- Il commissario Köster (Der Alte) - serie TV, 11 episodi (1977-1979) - Anna Gautier
- Gesucht wird... - serie TV, 1 episodio (1978)
- Tatort - serie TV, 1 episodio (1979) - Sig.ra Von Cramer
- Das Projekt Honnef - film TV (1979)
- Polizeiinspektion 1 - serie TV, 1 episodio (1984) - Margot Becker
- Egmont - film TV, regia di Franz Peter Wirth (1984) - madre
- Un caso per due - serie TV, 1 episodio (1987)
- Freunde fürs Leben - serie TV (1992)
- Nur eine kleine Affäre - miniserie TV (1994)
- Lutz & Hardy - serie TV, 1 episodio (1994)
- Air Albatros - serie TV (1994)
- SOKO 5113 - serie TV, 1 episodio (1996)

## Radiodrammi (lista parziale)
- 1956: Die hölzerne Schüssel
- 1958: Der Außenseiter
- 1959: Liebe und Pistolen oder Des Widerspenstigen Zähmung
- 1960: Leuchtturm 12
- 1960: Auguste
- 1960: Der ungebetene Gast
- 1960: Ein besserer Herr
- 1960: Skandal im Golfclub
- 1961: Die Hochzeit des Figaros oder Der tolle Tag
- 1964: Heilige Zeit
- 1967: Kolonie im Meer
- 1968: Die rote Stadt
- 1978: Der Traum des Thomas Feder